# Lacertoidea
Lacertoidea — група лускатих рептилій, до якої входять Lacertidae, Teiidae, Gymnophthalmidae, Amphisbaenia. Висновок молекулярно-філогенетичних досліджень про те, що амфісбени мають бути в цій кладі змусили Відаля та Хеджеса (2005) запропонувати нову назву для групи, засновану на спільних морфологічних ознаках, Laterata.
Дослідження анатомії традиційно групували лацертоїдів зі сцинками (Scinciformata); однак молекулярні дослідження виділяють їх як окрему групу лускатих.
Лацертоїди мають широке географічне поширення. Lacertidae зустрічаються по всій Європі та Азії, проживають і в Африці. Teiidae різноманітні в Південній Америці, але деякі представники групи зустрічаються і на півдні Північної Америки. Особливо широкий ареал мають амфісбени, які трапляються в Північній Америці, Європі, Африці, Південній Америці та Карибському басейні.
Найстарішим з відомих лацертоїдів є амфісбена Plesiorhineura з раннього палеоцену Північної Америки. Однак ще давнішою лацертоїдою може бути †Purbicella з ранньої крейди південної Англії.
У межах Laterata є багато видів, занесених до Червоного списку МСОП. У цій групі перераховано 2 вимерлі види, 27 — на межі зникнення, 79 — під загрозою вимирання, 34 — уразливі, 54 — близькі до загрозливого стану. Найбільшими загрозами для місцями наземних, прісноводних і морських середовищ існування лацертоїдів є житлова забудова та розвиток міст, дрібне господарство, сільське господарство та аквакультура, агропромислове господарство та випасання худоби. Серед місць проживання в цих системах, які найбільше постраждали, вказані ліси, чагарники, субтропічні ліси та кам’янисті ділянки.